# Muscle abducteur du petit doigt de la main
Pour les articles homonymes, voir ADQ.
Le muscle abducteur du petit doigt de la main (ou muscle abducteur de l'auriculaire ou muscle adducteur du petit doigt) est un muscle intrinsèque de la main. Il est allongé et aplati et c'est le deuxième muscle le plus superficiel de l'éminence hypothénar après le muscle court palmaire. Son abréviation est ADQ du latin abductor digiti quinti.

## Origine
Le muscle abducteur du petit doigt de la main se fixe sur le pisiforme et sur le coin supérieur et médial du rétinaculum des fléchisseurs.

## Trajet
Le muscle abducteur du petit doigt de la main descend vers le l'auriculaire entre le muscle opposant du petit doigt de la main en arrière et le muscle court fléchisseur du petit doigt en dehors.

## Terminaison
Le muscle abducteur du petit doigt de la main s’insère avec le muscle court fléchisseur du petit doigt sur le côté médial de la base de la phalange proximale de l'auriculaire. Son tendon envoie une expansion qui rejoint le tendon du muscle extenseur des doigts.

## Innervation
Le muscle abducteur du petit doigt de la main est innervé par le rameau profond du nerf ulnaire.

## Action
Son action est l'abduction et la flexion de l'auriculaire par rapport à la main, donc adducteur par rapport à l'axe du corps d'où son ancienne dénomination.

## Galerie

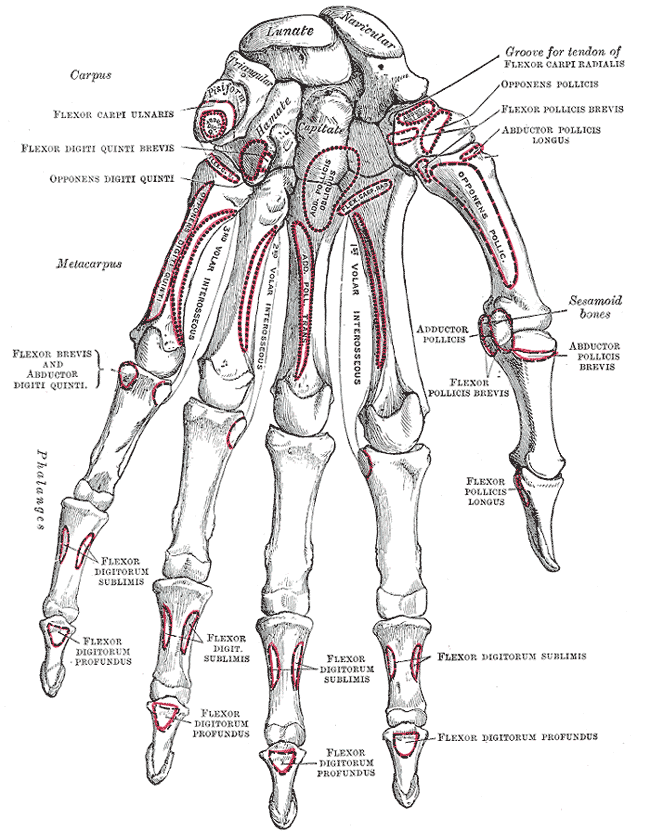
Insertions du muscle abducteur du petit doigt (abductor digiti quinti)